# Mimi El-Sherbini
Mimi El-Sherbini (en árabe: ميمي محمد عبد اللطيف الشربيني‎; El Mansura, Egipto, 26 de julio de 1938 – 20 de enero de 2025) fue un futbolista y entrenador de fútbol egipcio que jugó en la posición de defensa.

## Carrera
Jugó toda su carrera con el Al-Ahly SC de 1957 a 1971, con el que fue cuatro veces campeón nacional, tres copas nacionales.

### Selección nacional
Jugó para Egipto en 30 ocasiones de 1958 a 1969 y anotó un gol en la victoria por 4-0 ante Etiopía en la Copa Africana de Naciones 1959. También participó en dos ediciones de los Juegos Olímpicos y en otras dos ediciones de la Copa Africana de Naciones.

### Entrenador
| Periodo   | Club                   |
| --------- | ---------------------- |
| 1970      | Mansoura SC            |
| 1971–1975 | Al-Nasr SC             |
| 1975      | Emiratos Árabes Unidos |
| 1981–1982 | Ghazl Domiat FC        |

## Logros

### Club
- Primera División de Egipto (4): 1957–58, 1958–59, 1960–61, 1961–62
- Copa de Egipto (3): 1957–58, 1960–61, 1965–66
- Liga de El Cairo (1): 1957-58
- Copa de la RAU (1): 1960-61

### Selección nacional
- Copa Africana de Naciones (1): 1959